# Pardosa evanescens
Pardosa evanescens là một loài nhện trong họ Lycosidae.
Loài này thuộc chi Pardosa. Pardosa evanescens được Mark Alderweireldt & Rudy Jocqué miêu tả năm 2008.